# Бромелия пингвин
Бромелия пингвин (лат. Bromelia pinguin) — травянистое растение, произрастающее в диком виде в Мексике, Коста-Рике, Венесуэле и Эквадоре; вид рода Бромелия (Bromelia) семейства Бромелиевые (Bromeliaceae).
На растении образуются крупные соплодия из отдельных продолговатых плодов с многочисленными семенами.
Плоды растения употребляются местными жителями в пищу, а также используются для приготовления прохладительных напитков.
Растения этого вида содержат пингвинаин — биологически активный специфический протеолитический фермент.

## Фото

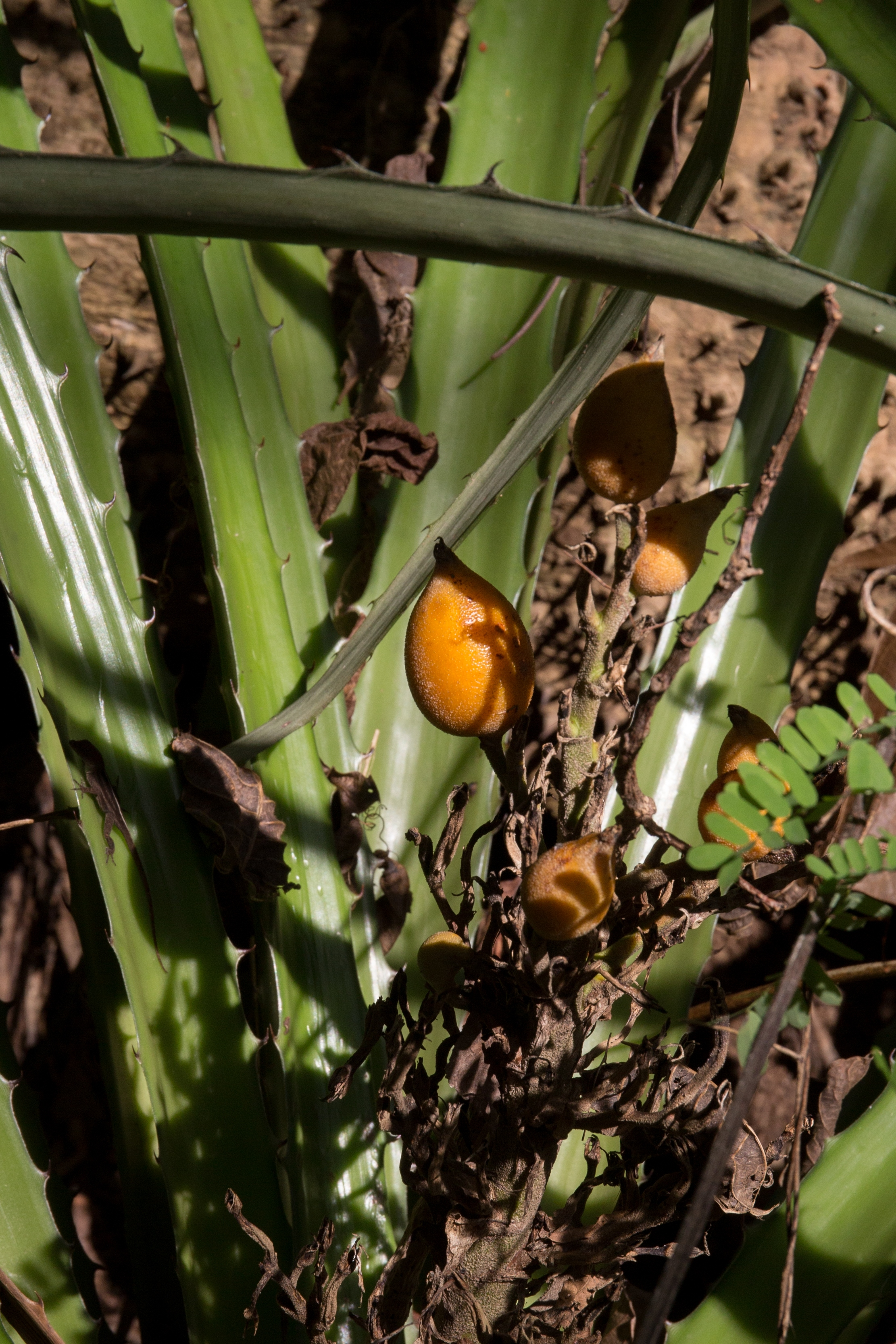
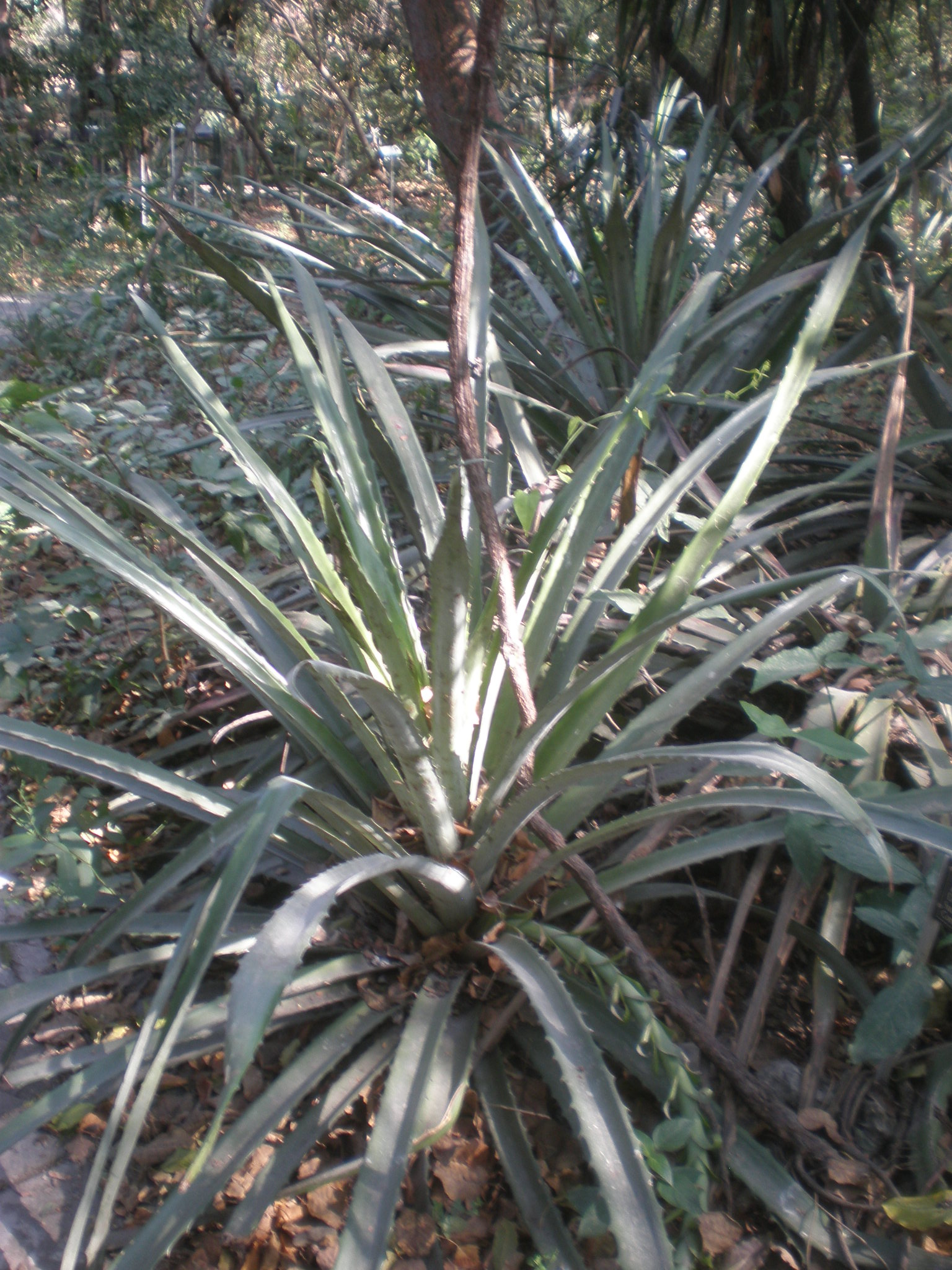